# Benito Arabio
Benito Arabio y Torres fue un político español del siglo XIX. Miembro del Partido Republicano Democrático Federal, en 1868 fue elegido alcalde popular de Barcelona. Fue presidente de la Diputación de Barcelona en sustitución de José Anselmo Clavé entre noviembre de 1872 y mayo de 1873. Durante su mandato dio soporte a la proclamación del Estado catalán el 8 de marzo de 1873 y protestó ante Estanislao Figueras cuando fue desconvocado. Sustituido por Ildefonso Cerdá cuando fue elegido diputado a Cortes en mayo de 1873. Ocupó el escaño hasta el 8 de enero de 1874.

| Predecesor: José Anselmo Clavé | Presidente de la Diputación de Barcelona 1872–1873 | Sucesor: Ildefonso Cerdá |